# Marcel Achard
Marcel Achard, eigentlich Marcel-Auguste Ferréol (* 5. Juli 1899 in Sainte-Foy-lès-Lyon; † 4. September 1974 in Paris) war ein französischer Dramatiker und Drehbuchautor sowie Mitglied der Académie française.

## Leben
Er studierte an der Universität Lyon. Hauptsächlich schrieb er Drehbücher für den Regisseur Marc Allégret. Achard war Mitglied der internationalen Jury bei den Internationalen Filmfestspielen von Cannes 1955 und 1966. Bei diesem Festival war er von 1958 bis 1960 jeweils der Jury-Vorsitzende, im selben Zeitraum auch bei den Internationalen Filmfestspielen von Venedig. Achard verstarb am 4. September 1974 an Diabetes.

## Bühnenstücke
| - 1923: Voulez-vous jouer avec moi? - 1924: Marlborough s'en va-t-en guerre (Titel nach dem gleichnamigen Volkslied) - 1925: La femme silencieuse - 1926: Je ne vous aime pas - 1928: Je vous aime - 1929: Jean de la Lune (dt. Jean der Träumer oder Terzett wie 1932 im Berliner Theater in der Stresemannstraße) - 1930: La belle marinière. La vie est belle. - 1932: Domino - 1934: Pétrus - 1936: Noix de coco - 1938: Le corsaire | - 1939: Adam - 1946: Auprès de ma blonde - 1947: Nous irons à Valparaiso - 1951: Le Moulin de la Galette - 1953: Les Compagnons de la marjolaine - 1954: Patate (dt. Mein Busenfreund) - 1960: L'Idiote - 1962: Turlututu - 1964: Machin-Chouette - 1968: Gugusse - 1973: La Débauche |

## Filmografie (Auswahl)
Drehbuch
- 1929: The Alibi
- 1931: Mistigri
- 1931: Jean de la Lune
- 1936: Mayerling
- 1937: Der Dickschädel (Gribouille) (gemeinsam mit Jan Lustig)
- 1938: Alibi
- 1942: Félicie Nanteuil (gemeinsam mit Curt Alexander und Charles de Peyret-Chappuis)
- 1946: Freibeuter der Liebe (Pétrus)
- 1949: Der Pariser Walzer (La Valse de Paris) (auch Regie)
- 1953: Madame de … (gemeinsam mit Max Ophüls)
- 1953: Mamsell Nitouche (Mam’zelle Nitouche) (gemeinsam mit Jean Aurenche)
- 1957: Bei Sylvia werden Männer schwach (Que les hommes sont bêtes) (gemeinsam mit Roger Richebé und François Boyer)
- 1958: Ein Weib wie der Satan (La Femme et le pantin) (gemeinsam mit Albert Valentin und Jean Aurenche)

Literarische Vorlage
- 1931: Jean de la Lune – Hans Kopf im Mond (Jean de la Lune)
- 1940: The Lady in Question
- 1964: Ein Schuß im Dunkeln (A Shot in the Dark)
- 1964: Monsieur geht fremd (Patate)